# استمرارية (رياضيات)
استمرارية Continuum في الرياضيات لها معنيين في المجموعة المرتبة والطوبولوجيا كما هو موضح أسفله.

## الاستمرارية في المجموعة المرتبة
يشير مصطح الاستمرارية بشكل عام إلى الخط الحقيقي.

## الاستمرارية في الطوبولوجيا
في الطوبولوجيا، يشير مصطلح الاستمرارية إلى أي فضاء متري متصل مضغوط غير فارغ وأحياناً إلى فضاء هاوسدورف المتصل المضغوط.
الاستمرارية التي تحوي أكثر من نقطة تدعى لا تدهور.